# 安东宁·金斯基 (2003年)
安东宁·金斯基（2003年3月13日—）是一名捷克職業足球員，司職守門員，現時效力英格蘭超級足球聯賽球會熱刺。

## 球會生涯

### 青年軍生涯
金斯基於Tempo Prague開始他的青年足球生涯，並在2017年轉會至波希米亚人1905。2018年，15歲的他轉會至杜克拉布拉格。

### 早期生涯
金斯基於2020年7月14日首次為杜克拉布拉格一線隊出賽，在捷克國家足球聯賽中以2–1擊敗FK Třinec。同年8月26日，他在捷克盃的首次亮相中，幫助杜克拉以4–0戰勝FK Admira Prague並保持零封。2021年7月，他轉會至布拉格斯拉維亞，簽下四年合約。他多次被譽為當代捷克最具潛力的門將。
在2022至2024年期間，金斯基先後被租借至MFK Vyškov和帕爾杜比斯。他於2023年7月22日首次亮相捷克足球甲级联赛，當時年僅20歲，在帕爾杜比斯主場以0–1敗給波希米亚人1905的比賽中登場。他在帕爾杜比斯本賽季的第二場聯賽中被紅牌罰下，並因此遭遇四場禁賽，隨後還因傷缺席了若干比賽。他的下一場聯賽出場是在2023年12月，當時他參與了以2–1輸給布拉格斯巴達的比賽，隨後在同月以2–0擊敗利貝雷茨時，完成了職業生涯首場捷克甲級聯賽零封。在賽季中段之前，他僅出場四次，但在下半季出場14次，並最終回歸母會。
2023–24賽季結束後，金斯基原本決定不與斯拉維亞續約。然而，隨著斯拉維亞主力門將（Jindřich Staněk）受傷，斯拉維亞在2024–25賽季前向金斯基提供了主力門將的位置。基於此，金斯基改變了決定，並與斯拉維亞續約。在2024–25賽季的前九場聯賽中，他僅失一球。

### 熱刺
2025年1月5日，金斯基以約1250萬英鎊的轉會費，簽約英超球隊熱刺，合同為期六年半。他於1月8日的英格蘭聯賽杯半決賽首回合對利物浦的比賽中首次亮相，並以1–0的勝利保持零封。

## 國際賽生涯
金斯基是捷克青年國家隊的穩定成員。自U15級別以來，他就經常代表捷克各級青年國家隊出賽。他原本入選了捷克U21國家隊參加2023年U21歐洲國家盃，但因傷被迫替換。2024年10月，他首次獲得捷克成年國家隊的徵召，參加對阿爾巴尼亞和烏克蘭的歐洲國家聯賽比賽。

## 個人生活
金斯基是安東寧·金斯基的兒子，後者是捷克國家隊的前成員，曾獲得捷克甲級聯賽冠軍，並且是捷克國家隊參加2004年歐洲足球錦標賽的成員之一。

## 荣誉

### 俱乐部
热刺
- 欧洲联赛冠軍：2024–25年

## 外部連結
- Antonín Kinský at Fortunaliga.cz （页面存档备份，存于）
- Antonín Kinský at FAČR (in Czech)